# Bartow (Virginia Occidental)
Bartow es un lugar designado por el censo ubicado en el condado de Pocahontas en el estado estadounidense de Virginia Occidental. En el Censo de 2010 tenía una población de 111 habitantes y una densidad poblacional de 92,36 personas por km².

## Geografía
Bartow se encuentra ubicado en las coordenadas 38°32′32″N 79°47′9″O / 38.54222, -79.78583. Según la Oficina del Censo de los Estados Unidos, Bartow tiene una superficie total de 1.2 km², de la cual 1.2 km² corresponden a tierra firme y (0%) 0 km² es agua.

## Demografía
Según el censo de 2010, había 111 personas residiendo en Bartow. La densidad de población era de 92,36 hab./km². De los 111 habitantes, Bartow estaba compuesto por el 100% blancos, el 0% eran afroamericanos, el 0% eran amerindios, el 0% eran asiáticos, el 0% eran isleños del Pacífico, el 0% eran de otras razas y el 0% pertenecían a dos o más razas. Del total de la población el 0% eran hispanos o latinos de cualquier raza.